# Michèle Madar
Pour les articles homonymes, voir Madar.
Michèle Madar (arabe : ميشال مدار) est une écrivaine franco-tunisienne qui s'intéresse aux contes et légendes judéo-arabes.

## Biographie
Elle naît à La Goulette près de Tunis puis part en France avec sa famille en 1967, à l'âge de douze ans. Elle revient pour la première fois en Tunisie avec sa fille en octobre 2016.
Elle est connue pour ses contes et légendes judéo-arabes qui lui ont été racontés par sa grand-mère Marguerite (dite Margot) durant son enfance à La Goulette,. Selon elle, ces contes représentent une grande partie du patrimoine oral millénaire juif tunisien qui risque de tomber dans l'oubli et qu'il faut transmettre aux générations futures, en le transcrivant par exemple comme elle le fait. 
À travers ces contes, elle cherche à faire revivre la Tunisie qu'elle connaissait avant son départ, une Tunisie où la différence religieuse était respectée.
Son oncle Serge Erich était comédien, metteur en scène, animateur sur RTCI et professeur de théâtre.

## Ouvrages
- Un sourire sardonique : et autres contes effrayants de Tunis, Paris, L'Harmattan, coll. « La légende des mondes », 2003, 88 p. (ISBN 978-2-747-53475-8).
- L'ogresse verte : contes tunisiens, Paris, L'Harmattan, coll. « La légende des mondes », 2003, 48 p. (ISBN 978-2-747-53474-1).
- Les sept jarres : et autres contes de Tunis, Paris, L'Harmattan, coll. « La légende des mondes », 2003, 84 p. (ISBN 978-2-747-53473-4).
- Un père pour quoi faire ?, Paris, L'Harmattan, 2005, 132 p. (ISBN 978-2-747-57787-8).
- Le secret de Messaouda : contes tunisiens judéo-arabes, Paris, L'Harmattan, coll. « La légende des mondes », 2005, 100 p. (ISBN 978-2-747-59591-9).
- Si seulement Abraham avait eu deux filles..., Paris, L'Harmattan, coll. « Graveurs de Mémoire », 2008, 358 p. (ISBN 978-2-296-06236-8).
- Les chroniques drolatiques d'une intérimaire, Paris, L'Harmattan, 2014, 194 p. (ISBN 978-2-343-04588-7).